# Maya Moore
Maya April Moore (Jefferson City, 11 de junho de 1989) é uma basquetebolista profissional estadunidense que atualmente joga pelo Minnesota Lynx na Women's National Basketball Association. A atleta que possui 1,83m e pesa 79kg, atua como Ala.

## Carreira
Maya foi a primeira escolha geral no draft da WNBA de 2011, e se juntou a equipe do Minnesota Lynx, que contava com as estrelas Seimone Augustus e Lindsay Whalen. Eleita Revelação do Ano em 2011, foi tricampeã da WNBA (2011, 2013, 2015), MVP (Jogadora Mais Valiosa) da temporada regular de 2014,  MVP das Finais em 2013, além de ser chamada quatro vezes para o jogo das estrelas (WNBA All-Star Game) em 2011, 2013-2015.
Maya, também venceu um mundial e dois ouros olímpicos pela Seleção Estadunidense de Basquetebol Feminino.